# Tigridia dugesii
Tigridia dugesii är en irisväxtart som beskrevs av Sereno Watson. Tigridia dugesii ingår i släktet Tigridia och familjen irisväxter. Inga underarter finns listade i Catalogue of Life.